# غافين شميت
غافين شميت (27 يناير 1986 في كندا - ) هو لاعب كرة طائرة شاطئية ولاعب كرة طائرة كندي في مركز ضارب خارجي ‏. شارك في الكرة الطائرة في الألعاب الأولمبية الصيفية 2016. ولعب مع Toray Arrows Shizuoka ‏.

## وصلات خارجية
- غافين شميت على موقع الاتحاد الدولي beach volleyball database (الإنجليزية)
- غافين شميت على موقع الاتحاد الأوروبي (الإنجليزية)
- غافين شميت على موقع اللجنة الأولمبية الدولية (الإنجليزية)
- غافين شميت على موقع أوليمبيديا (الإنجليزية)
- غافين شميت على موقع اللجنة الأولمبية الكندية (الإنجليزية)